# 1975 год в истории железнодорожного транспорта
1975 год в истории железнодорожного транспорта

## События
- В июле 1974 г. электровоз ЧС200-001 на колее 1435 мм (в ЧССР) развил скорость 210 км/ч. В конце 1974 г. электровозы ЧС200-001 и ЧС200-002 прибыли в депо Ленинград-Пассажирский-Московский Октябрьской железной дороги.
- В СССР на Октябрьской железной дороге прошла испытания одноконтурная система автоведения пригородного поезда.[1]
- 4 июля на территории туристического комплекса Новый Афон заработала Новоафонская пещерная железная дорога.
- 5 сентября — крушение на станции Купавна, 18 погибших.
- В Великобритании произошло столкновение двух поездов. Погибло 6, ранено 67 человек[2].
- В Великобритании 43 погибших, 74 раненых во время крушения в тоннеле в центре Лондона[2].

## Новый подвижной состав
- В 1974 году ТЭВЗ выпустил первые электровозы серии ВЛ11, заводы Škoda начали постройку для железных дорог СССР электровозов ЧС200. Людиновский тепловозостроительный завод начинает постройку тепловозов ТЭМ7.
- В Чехословакии на Пльзеньском заводе им. В. И. Ленина начался выпуск электровозов ET40.
- В Чехословакии на заводе ЧКД освоен выпуск тепловозов серии 754.
- В США выпущены первые тепловозы F40PH.

## Персоны

### Скончались
- 25 мая — Вячесла́в Ива́нович Фила́тов (род. в 1918) — участник Великой Отечественной войны, герой Советского Союза, главный конструктор Муромского тепловозостроительного завода.